# 温德恩市镇
温德恩市镇（瑞典語：Vindelns kommun）是瑞典北部西博滕省的一个市镇。其治所位于温德恩。